# Râul Deavoia
Râul Deavoia este un curs de apă afluent al Râului Alb

## Hărți
- Harta Județului Caraș-Severin
- Harta Muntele Mic și Țarcu  Arhivat în 28 martie 2010, la Wayback Machine.